# Michelia
Michelia (Magnolia sect. Michelia) ist eine Sektion aus der Gattung der Magnolien (Magnolia) innerhalb der Familie der Magnoliengewächse (Magnoliaceae). Viele wissenschaftliche Arbeiten deuten darauf hin, dass Michelia eine eigenständige Gattung ist. Die etwa 50 Arten sind in tropischen und subtropischen Regionen Asiens einschließlich Südchinas verbreitet.

## Beschreibung

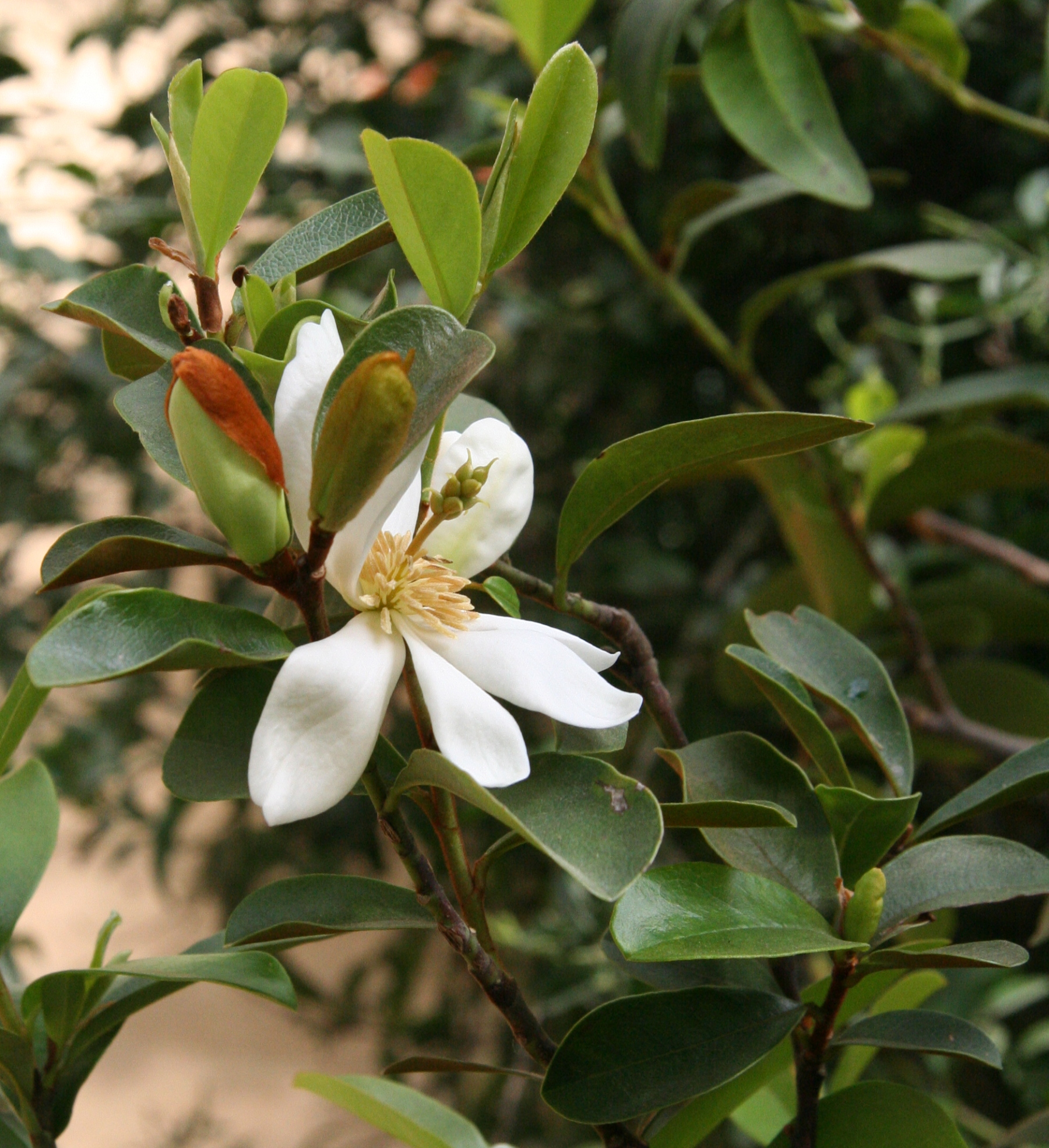
Magnolia dianica

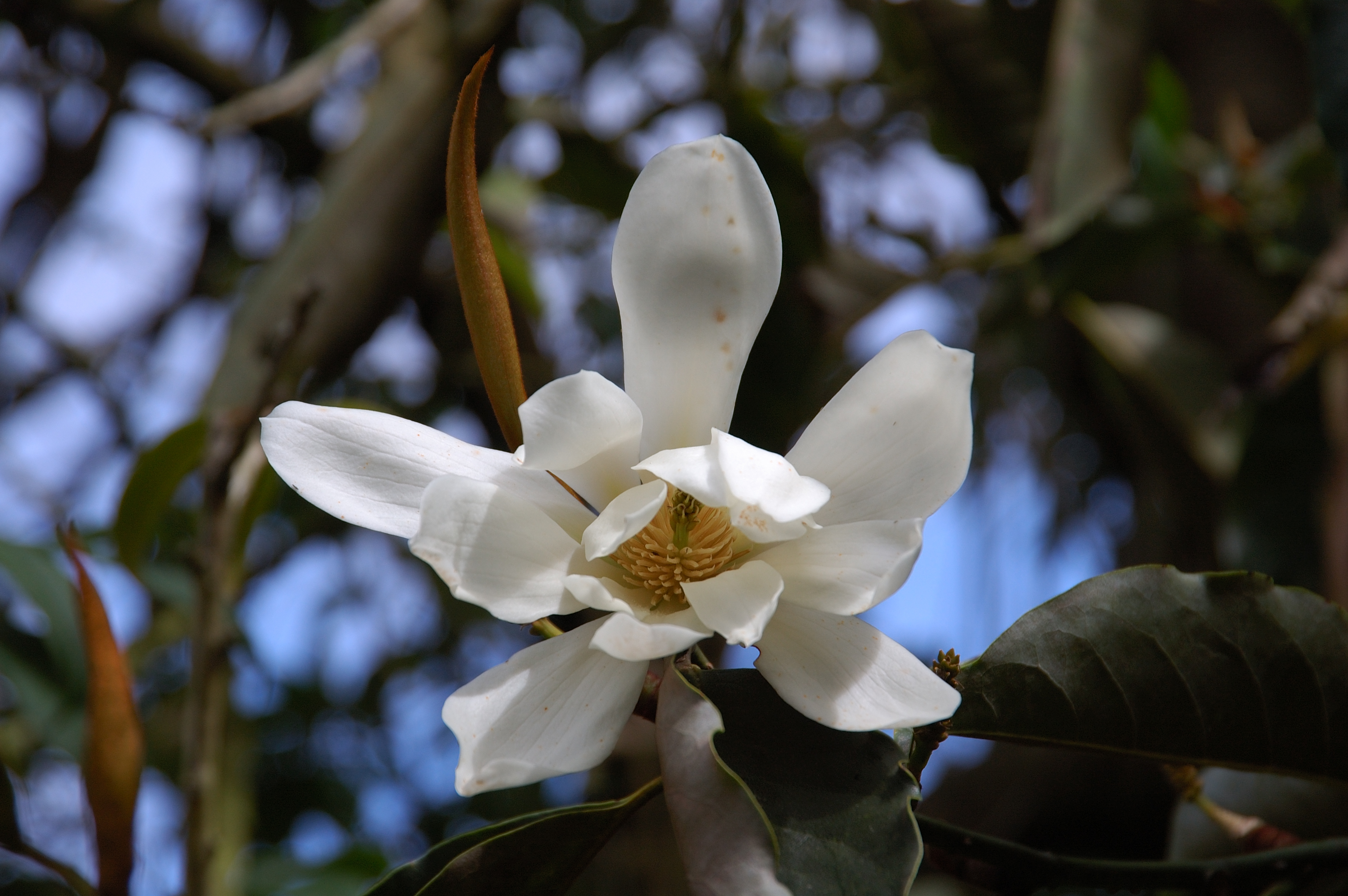
Magnolia doltsopa

Michelia-Arten wachsen als immergrüne Bäume und Sträucher. Wuchsform, Laubblätter und Blüten der Michelia-Arten ähneln denen anderer Magnolia, mit der Besonderheit, dass die Blüten nicht am Ende der Zweige, sondern zu mehreren zwischen den Laubblättern stehen. Sowie bei der Magnolie und bei dem zur selben Familie zählenden Tulpenbaum (Liriodendron tulipifera), so weist auch die Gattung Michelia in den Blüten Protogynie auf. Das bedeutet, dass die Blüten zuerst weiblich und danach männlich sind.

## Nutzung
Einige Michelia-Arten sind in ihren Heimatländern als Holzlieferanten bedeutend, andere (siehe Liste unten) werden als Ziergehölze verwendet.

## Systematik
Die traditionell als eigenständige Gattung geführten Michelia-Arten werden: Nach Forschungsergebnissen des Anfangs des 21. Jahrhunderts, insbesondere durch DNA-Sequenzanalyse, in die Gattung Magnolia gestellt, da ihre Mitglieder genetisch der Magnolia Untergattung Yulania nahe stehen. Ebenfalls viele wissenschaftliche Arbeiten deuten darauf hin, dass Michelia eine eigenständige Gattung ist. Der Umfang der Gattungen innerhalb dieser Verwandtschaftsgruppe wird kontrovers geführt.
Der Name Michelia ehrt den Florentiner Botaniker Pier Antonio Micheli (1679–1737).
Hier eine Artenauswahl:
- Magnolia × alba (DC.) Figlar & Noot. (Syn.: Michelia ×alba DC.)
- Magnolia cathcartii (Hook.f. & Thomson) Noot. (Syn.: Alcimandra cathcartii (Hook. f. & Thomson) Dandy, Michelia cathcartii Hook.f. & Thomson)
- Champaka oder Champak (Magnolia champaca (L.) Baillon ex Pierre) (Syn.: Michelia champaca L.)
- Magnolia compressa Maxim. (Syn. Michelia compressa (Maxim.) Sarg.)
- Magnolia dianica Sima & Figlar (Syn.: Michelia yunnanensis Franch. ex Finet & Gapnep.)
- Magnolia doltsopa (Buch.-Ham. ex DC.) Figlar (Syn.: Magnolia excelsa Wall., Michelia doltsopa Buch.-Ham. ex DC., Michelia excelsa (Wall.) Blume)
- Magnolia ernestii Figlar (Syn.: Michelia sinensis Hemsl. & E.H.Wilson, Michelia wilsonii Finet & Gagnep.)
- Magnolia figo (Lour.) DC. (Syn.: Liriodendron figo Lour., Magnolia fuscata Andrews, Michelia figo (Lour.) Spreng., Michelia fuscata (Andrews) Blume)
- Magnolia floribunda (Finet & Gagnep.) Figlar (Syn.: Magnolia microtricha (Hand.-Mazz.) Figlar): Sie kommt vom südlichen China bis Thailand, Laos, Myanmar und Vietnam vor.
- Magnolia lanuginosa (Wall.) Figlar & Noot. (Syn.: Michelia lanuginosa Wall., Michelia velutina DC.)
- Magnolia macclurei (Dandy) Figlar (Syn.: Michelia macclurei Dandy)
- Magnolia montana (Blume) Figlar (Syn.: Michelia montana Blume)
- Magnolia nilagirica (Zenker) Figlar (Syn.: Michelia nilagirica Zenker)
- Magnolia platyphylla (Merr.) Figlar & Noot. (Syn.: Elmerrillia platyphylla (Merr.) Noot., Michelia platyphylla Merr.)
- Magnolia pubescens (Merr.) Figlar & Noot. (Syn.: Elmerrillia pubescens (Merr.) Dandy, Talauma pubescens Merr.)
- Magnolia tsiampacca (L.) Figlar & Noot. (Syn.: Elmerrillia tsiampacca (L.) Dandy, Michelia tsiampacca L.)
- Magnolia vrieseana (Miq.) Baill. ex Pierre (Syn.: Elmerrillia ovalis (Miq.) Dandy, Talauma ovalis Miq., Talauma vrieseana Miq.)

## Weiterführende Literatur
- N. H Xia: Taxonomic revision on the Family Magnoliaceae from China. PhD Dissertation, Kunming Institute of Botany, Chinese Academy of Sciences. 2007. online.
- Chris Callaghan, Siak-Khoon Png: A new name and seventeen new combinations in the Magnolia (Magnoliaceae) of China and Vietnam. In: Botanical Studies, Volume 54, 2013. doi:10.1186/1999-3110-54-53
- Ya-Ling Wang, Zi-Can He, Erland Ejder, Jian-Fen Yang, Shou-Zhou Zhang: Cytological Study of Tetraploid Species of Magnolia subgenus Yulania (Magnoliaceae). In: Cytologia, Volume 81, Issue 2, 2016, S. 195–205. doi:10.1508/cytologia.81.195
- Junqing Wang, Yanyan Li, Qiong Wang, Weiwei Fan: Characterization of the complete chloroplast genome of Michelia maudiae (Magnoliaceae). In: Mitochondrial DNA Part B, Volume 4, Issue 2, 2019, S. 2146–2147. doi:10.1080/23802359.2019.1623110
- Yanyan Li, Meng Zhou, Ling Min Wang, Junqing Wang: The characteristics of the chloroplast genome of the Michelia chartacea (Magnoliaceae). In: Mitochondrial DNA Part B, 6:2, Februar 2021, S. 493–495. doi:10.1080/23802359.2020.1871432